# Dan White
Daniel James "Dan" White (2 de setembro de 1946 — 21 de outubro de 1985) foi um supervisor (equivalente a vereador) estadunidense da cidade de São Francisco que assassinou o prefeito George Moscone e o supervisor Harvey Milk em 27 de novembro de 1978, na prefeitura de São Francisco. Cumpriu cinco anos de prisão e dois anos após sair, suicidou. San Francisco Weekly referiu-se a ele como "talvez o homem mais odiado na história de São Francisco".